# Lamprosema doliograpta
Lamprosema doliograpta là một loài bướm đêm trong họ Crambidae.